# Dobra (Szczecińska)
Dobra (Szczecińska) – gmina wiejska położona w województwie zachodniopomorskim w środkowej części powiatu polickiego. Siedzibą władz gminy jest wieś Dobra. Gmina stanowi 16,6% powierzchni powiatu.

## Położenie
Sąsiednie gminy:
- Szczecin (miasto na prawach powiatu)
- Kołbaskowo i Police (powiat policki)

Gmina graniczy także z Republiką Federalną Niemiec:
- powiat Vorpommern-Greifswald (kraj związkowy Meklemburgia-Pomorze Przednie)

Do 31 grudnia 1998 r. wchodziła w skład województwa szczecińskiego.

## Demografia

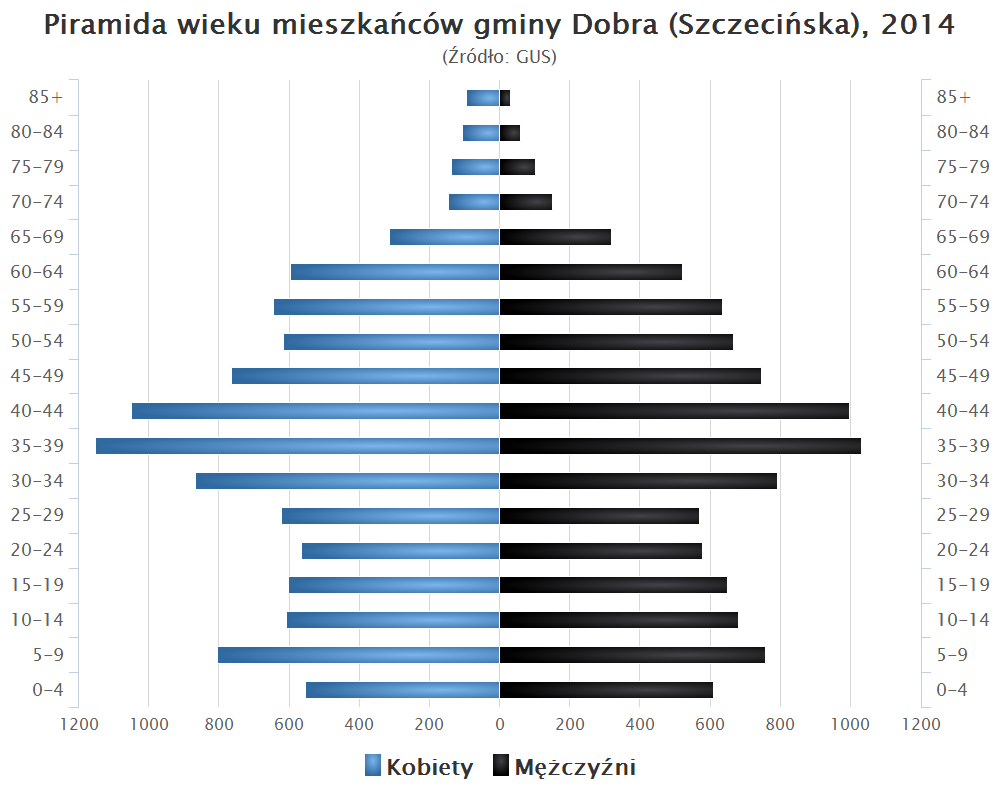
Piramida wieku mieszkańców gminy Dobra (Szczecińska) w 2014 roku

W końcu 1995 w gminie mieszkało 5856 osób. Według stanu na 30 września 2005 gminę zamieszkiwało 11 707 osób, co dawało wówczas 18,52% ludności powiatu. Liczba ludności gminy szybko wzrasta ze względu na budownictwo mieszkaniowe o charakterze podmiejskim w sąsiedztwie Szczecina. Od 2006 do 2009 saldo migracji wewnętrznej przekraczało tysiąc osób rocznie. 31 grudnia 2009 gminę zamieszkiwało już 15 183 osób. 31 grudnia 2011 liczba ludności gminy wyniosła 17 511 osób. Pod koniec 2023 roku liczba ta przekroczyła 30 tysięcy.

## Zabytki
- Dobra:
  - kościół pochodzący z roku 1250
  - ruiny dworskiej gorzelni z XIX w.
- Bezrzecze:
  - kościół zbudowany w XV wieku z ciosanego kamienia polnego.
  - park pałacowy w północnej części wsi
- Buk:
  - Kościół pod wezwaniem św. Antoniego z Padwy, wybudowany z ciosanego kamienia polnego w XIII wieku.
  - Resztki zdewastowanego, poniemieckiego cmentarza.
- Łęgi:
  - Pozostałości po słowiańskim grodzie pochodzące z okresu wczesnego średniowiecza (XI–XII w.)
- Mierzyn:
  - kościół z XII wieku.
  - wiatrak typu koźlak z XIX wieku.
- Rzędziny:
  - Kamienno-ceglana stodoła z roku 1857.
  - Piętrowa oficyna dworska z II połowy XIX wieku.
  - Ruiny gorzelni z XIX wieku.
  - Dzwon przy kaplicy z widoczną datą – 1918.
  - Zespół parkowy z wiekowymi okazami drzew.
- Stolec:
  - Pałac wybudowany najprawdopodobniej w latach 1721–1727.
  - Kościół wybudowany w latach 1731–1735 na miejscu starszej świątyni.
  - Cmentarz z XVIII wieku wraz z otaczającym go murem i bramą cmentarną oraz pomnikiem nagrobnym Jurgena von Ramin z roku 1792.
  - Kamienno-ceglane budynki folwarczne z 1735 r.
  - Cis „Barnim” o obwodzie pnia dochodzącym do 300 cm.
- Wąwelnica:
  - kościół pochodzący z XIII wieku (przebudowany w XVIII w.) oraz znajdująca się w nim ambona z XVIII i dzwon z 1660 roku.
- Wołczkowo:
  - kościół z XII wieku

## Przyroda i turystyka
Gmina leży na Wzniesieniach Szczecińskich (Wał Stobniański) i w Puszczy Wkrzańskiej. Przy północno-wschodniej granicy gminy znajduje się rezerwat Świdwie. Do tego rezerwatu prowadzi z Dobrej  czarny szlak rowerowy. Tereny leśne zajmują 22% powierzchni gminy, a użytki rolne 63%.

## Komunikacja
Przez gminę Dobra (Szczecińska) prowadzi droga krajowa nr 10, łącząca dawne przejście graniczne w Lubieszynie ze Szczecinem (14 km). Odległość z Dobrej do stolicy powiatu, Polic wynosi 22 km (jadąc przez Głębokie i drogami nr 115 i nr 114).
Do 2007 roku na obszarze gminy funkcjonowały przejścia graniczne do Niemiec:
- drogowe Lubieszyn-Linken
- małego ruchu granicznego Buk-Blankensee

Dobra (stacja „Dobra Szczecińska”) uzyskała połączenie kolejowe w 1897 po wybudowaniu linii kolejowej ze Stobna Szczecińskiego do Glashütte. 9 lat później linię przedłużono do Nowego Warpna. W 1945 r. odcinek Dobra Szczecińska – Nowe Warpno został rozebrany wskutek przecięcia granicą państwową. W 1973 całą linię zamknięto, a w 1987 odcinek z Dołuj do Dobrej został rozebrany.
W gminie czynne są 4 urzędy pocztowe: Dołuje (nr 72-002), Dobra k. Szczecina (72-003), Szczecin 24 (w Bezrzeczu) oraz Szczecin 26 (w Mierzynie, nr 72-006).

## Administracja
W 2016 r. wykonane wydatki budżetu gminy wynosiły 85,4 mln zł, a dochody budżetu 90,9 mln zł. Zobowiązania samorządu (dług publiczny) według stanu na koniec 2016 r. wynosiły 26,1 mln zł, co stanowiło 28,7% poziomu dochodów.
Sołectwa w gminie: Bezrzecze, Buk, Dobra, Dołuje, Grzepnica, Łęgi, Mierzyn, Rzędziny, Skarbimierzyce, Stolec, Wąwelnica, Wołczkowo.

## Miejscowości
WsieBuk, Dobra, Dołuje, Grzepnica, Łęgi, Mierzyn, Rzędziny, Wąwelnica, Wołczkowo
OsadyBezrzecze, Bolków, Kościno, Płochocin, Redlica, Skarbimierzyce, Sławoszewo, Stolec
PrzysiółkiLubieszyn
Opuszczone wsie i osadyLinki, Rybocin, Sulisław.